# キュベレイ
- 機動戦士Ζガンダム > ネオ・ジオンの機動兵器 > キュベレイ
- 機動戦士ガンダムΖΖ > ネオ・ジオンの機動兵器 > キュベレイ

キュベレイ (QUBELEY) は、「ガンダムシリーズ」に登場する架空の兵器。有人操縦式の人型機動兵器「モビルスーツ (MS)」のひとつ。初出は、1985年に放送されたテレビアニメ『機動戦士Ζガンダム』。
作中の軍事勢力のひとつ「アクシズ」（のちのネオ・ジオン軍）の指導者ハマーン・カーンの専用機。特殊能力者であるニュータイプ用の試作機で、『機動戦士ガンダム』に登場するジオン公国軍のモビルアーマー (MA) エルメスの小型版というコンセプトで開発されている。4枚羽根のような大型の肩部アーマーが特徴で、腰背部のコンテナには小型の遠隔操作式ビーム砲である「ファンネル」を多数格納している。
『Ζガンダム』終盤に登場し、主人公カミーユ・ビダンが所属する反地球連邦組織「エゥーゴ」や、その敵対組織である地球連邦軍の特殊部隊「ティターンズ」と戦う。続編の『機動戦士ガンダムΖΖ』では、最後の敵として主人公ジュドー・アーシタと一騎討ちを繰り広げる。
本記事では、『ガンダムΖΖ』に登場するキュベレイMk-IIや量産型キュベレイ、その他の外伝作品などに登場するバリエーション機などについても解説する。

## デザイン
メカニックデザインは永野護。ハマーン・カーンの乗機としてデザインされ、機体色は搭乗者であるハマーンのイメージに合わせて配色されている。永野はシルエットを重視した強いキャラクター性を持つMSを作ろうとしてデザインしたという。ジオン公国軍のザクをモチーフにダイナミックなデフォルメがなされており、永野によれば装甲をはずすとシルエットはザクそのものとのこと。
その原案となるデザインは『Ζ』放送開始前に完成しており、ムックで公開されている。当初はマラサイとしてデザインが進められていたが、永野が降板したために一旦中断となる。その後、1985年4月に総監督の富野由悠季から「後半用のMSがあと2体ほど欲しい」との要望があり、永野はこのデザインをクリンナップしてキュベレイとして完成させた。その際にハンブラビとともに提出したが、この2つについては降板前に提出したリック・ディアスとガルバルディβとは違い、完全に自由にデザインしている。準備稿には「エルメスII」の記述が見られ、ガンプラや本編でもテレビ版と劇場版の両方で背面左側に「LMES2」の刻印が確認できる。
インタビューによると、永野が中学時代に描いたロボットがキュベレイの原点で、同じデザインから発展したものにリック・ディアスがある。そのため2機の胸部や脚部は似かよっている。
1999年にHGUCでプラモデルが発売される際、カトキハジメによって、テレビアニメ放映時は内側が黒く塗りつぶされて明確でなかったバインダー内側の細部ディテールが模型用に描き起こされた。また、テレビ版のデザインではバインダーの前後で下部の突起状の部分の有無が見られるが、プラモデルでは部品共通化のため、前後対称の形状に変更されている。
小説『機動戦士Ζガンダム 第四部』には、カラーリングは異なるがTV版とほぼ同じデザインのキュベレイも掲載されている。1986年には、永野が自らのデザインをさらに推し進めて描いた別デザインのキュベレイが公開されている。2005年にはデザインはあまり変わらないが、スタイルを大胆にアレンジしたキュベレイが公開されている。
永野の漫画『ファイブスター物語』には、キュベレイをモチーフとしたキャラクター、メイザー・ブローズが登場する。キュベレイに酷似した甲冑を着用し（腕に "Q" と記されている）、ファンネルのような武器を使用する。また、オンラインゲーム『ファンタシースターオンライン2 エピソード2 デラックスパッケージ』の特典アイテムとして永野がデザインした特殊防具「マグ」もキュベレイをモチーフにしており、白いものは「ベレイ」、グレーのもの（ゲーム中ではプレイヤーキャラクターのコスチュームに合わせて色が変化する）は「ベレイMK2」という名称となっている。

## 設定解説
小惑星アクシズに逃げ延びたジオン公国軍残党（ネオ・ジオン軍）が、一年戦争時のNT専用MA「エルメス」の発展機として開発した機体。機体名は地母神のキュベレーに由来する。
開発は一年戦争後にアクシズへと身を寄せた、元フラナガン機関関係者が主導となっておこなわれている。開発時には「エルメス2」のコードネームがつけられ、複数の試作機を経て5年の歳月をかけて完成した。MSに搭載可能なサイズにまで小型化されたサイコミュ機器を搭載し、同じくエルメスのビットを小型化した遠隔誘導オールレンジ攻撃端末「ファンネル」の運用を可能としている。さらに、機体制御そのものもサイコミュによっておこなうことが可能とされるが、劇中でパイロットは操縦桿を握っており、完全ではなくパイロットの手足によるものも併用されるようだともいわれる。
外観の大きな特徴である肩部に計4枚設置されたフレキシブル・バインダーは、各3基のメインスラスターを内蔵しており、これにより機体機動のほとんどをおこなうほか、AMBAC作動肢としても機能する。高速巡航時は、バインダー内部に両腕を収納する。
バインダーはシールドとしての機能も有しており、機体を覆って防護姿勢を取ることもできる。しかしリック・ディアスや百式などに見られるようなアタッチメント式ではなく、機体本体の延長であるためパイロットの操作で本体から任意に切り離す機能はない。また、装甲の表面には高品質の耐ビーム・コーティングが施されており、通常のビームであればほぼ防ぎ切ることが可能とされる。また、上半身と下半身でエネルギー系統が分かれており、下半身は上半身のものとは別にジェネレーターとプロペラントを持っているため、上半身のエネルギーをすべて消費した場合でも戦闘継続が可能である。
本機のサイコミュを稼動させ最大限に運用するためには高いニュータイプ能力が必要不可欠であった。そのため、実質的なハマーン・カーン専用機としてネオ・ジオン軍を象徴するフラッグシップ機を務め、グリプス戦役〜第一次ネオ・ジオン抗争を通して随一の戦闘性能を発揮した。新機体が続々開発される中でも、最後までハマーンがこの機体を使い続けたのは、本機体のニュータイプ専用機としての圧倒的な性能ゆえであった。一方、資料によっては本機のアドバンテージはサイコミュシステムの恩恵も大きく、単一性能では同時代のライバル機PMX-003ジ・OやZガンダムに対してはむしろ劣るという資料も見られる。また、機体は性能に比して構造が単純化されており、保守や整備が容易となっていた。

### 武装
ファンネル
リアスカート裏に複数格納された、ビーム砲台端末。出力1.3MW。キュベレイ本体から射出され、遠隔操作によるオールレンジ攻撃が可能。エルメスのビットに搭載されていた核融合炉を省略したことで大幅な小型軽量化に成功しているが、代わりにエネルギーCAP方式となったため、定期的に収容してエネルギーの再充填を行う必要がある。それでも、サイコミュ自体の改良と相まって、端末の動作精度は大きく向上している。
搭載数はリアスカートのファンネル射出口の数と同じく10基と設定されていることが多いが、作中ではそれ以上の数のファンネルを同時に展開しながら戦闘を行っている。
一年戦争時代のオールレンジ攻撃兵器である「ビット」を前身とし、その漏斗のような形状からファンネルの名がついた。以後の多くの同型兵器でも用いられる呼称である。
ビーム・ガン / ビーム・サーベル
左右の手首の袖口付近に内蔵された、ジェネレーター直結のビーム砲。砲身を取り外してマニピュレーターで保持することで、接近戦用のビーム・サーベルとなる。
大型ビーム・サーベル
左右の肩部バインダー内に格納された大型のビーム・サーベル。通常のビーム・サーベルより長大かつ高出力のビーム刃を形成し、柄自体も両手持ちしやすい長さに延長されている。
『機動戦士Ζガンダム』のテレビシリーズ最終話と劇場版『機動戦士ΖガンダムIII』での百式との最終決戦にて一度だけ使用している。
作中一度しか使用していないこともあり、スペック表にも記載されていないことが多い。関連商品でもゲームでも再現されることは少ないが、アクションフィギュアの「ROBOT魂」や「HCM-pro」には付属している。
その他
書籍によっては右手に大型の火器を装備したイラストも存在する。

### 劇中での活躍
テレビシリーズ『Ζガンダム』の第43話「ハマーンの嘲笑」で初登場。エゥーゴの高性能機であるΖガンダムや百式を圧倒する。ただし、第47話ではΖガンダムに左ウィング・バインダーを切断され損傷している。ティターンズ屈指のNTパイロットであるパプテマス・シロッコの専用機ジ・Oとも互角の戦闘を行う。
『ガンダムΖΖ』でも引き続き登場し、最終盤ジュドー・アーシタのΖΖガンダムと一騎打ちとなる。ΖΖのハイ・メガ・キャノンの直撃にはハマーンのニュータイプ能力で形成されたサイコ・フィールドで一時は耐えるも、ジュドーのニュータイプ能力でハイ・メガ・キャノンが強化されると競り負け、コロニー壁面に叩き伏せられる。その後はファンネルを囮に使い、ビーム・サーベル二刀流で奇襲攻撃を仕掛けてΖΖの左腕・左足を切断するが、同時に本機も両腕と下半身をΖΖのサーベルで切断される。ハマーンは自身の敗北を認め、残った上半身をモウサの壁面に激突させみずから命を絶つ。
小説『機動戦士Ζガンダム 第四部』の口絵では、ファンネル試験中の未完成の状態で描かれている。下半身が存在せず、上半身も部分的に装甲化がなされていない。

## 試作機

### プロトタイプ・キュベレイ
ゲーム『SDガンダム GGENERATION-F』で設定された。デザインは近藤和久。
アクシズで宇宙世紀0080年代前半に開発された機体。来たるべき地球侵攻作戦のために、フラナガン機関のスタッフが提出した「エルメスのMS化」というプランのもと、同機関の技術陣によって開発される。エルメスのビットを改良した「ファンネル」を搭載、これは地上でも運用が可能であり、エネルギーCAPを採用し、ファンネルコンテナでの待機および再充電によりパイロットへの負担軽減とともに連続使用が可能となっている。ただし、さほど小型化はされておらず、搭載数は6基と少なくなっている。サイコミュも小型化が難航し、MSとしては大型となっているが、AMBAC作動肢によって大推力のエルメスと同等の機動性を維持している。
武装はビーム・サーベルと両前腕部を展開して現れるメガ粒子砲。同フラナガン製のシュネー・ヴァイスやガザレロと異なり、MSとしての火力も充実させる予定だった。火力や機動性は申し分ないが、NT専用機としての完成形を目指してさらなる改良が進められ、続けて開発された「未完成キュベレイ」と呼ばれる機体にそのコンセプトが受け継がれた。
塗装は、リアル頭身の設定画では水色を基調としているが、ゲーム中のグラフィックではエルメスに近い緑色となっている。
劇中での活躍
近藤による漫画『機動戦士ガンダム バニシングマシン』にも登場。設定が一部変更されており、一年戦争末期にジオン公国軍によって計画された機体とされる（ただし型式番号はAMX-001）。可変MAの先駆けとされるが、その機構は手足を折り曲げ、首を縮める程度のものである。遠隔誘導端末も「ファンネル」ではなく「ビット」と呼ばれる。胸部バルカン砲2門が明記され、前腕部のメガ粒子砲は「メガビーム砲」と呼ばれる。さらに、腕部マニピュレーター中央にハンドビームを内装する。
北爪宏幸による漫画『機動戦士Ζガンダム Define』では、アクシズが地球圏へ向かう間に、ハマーンの「サイコミュ兵器を搭載したMSの開発」との依頼により完成するものの、ハマーン自身による運用テストの結果、機体のサイズなどを理由に採用を却下される。

## バリエーション

### キュベレイMk-II
『機動戦士ガンダムΖΖ』に登場。ハマーンの原型機から数えて、エルピー・プルが搭乗する濃紺の2号機と、プルツーが搭乗する赤い3号機がある。
ハマーン・カーンが搭乗した機体とは兵装や細部に若干の違いがあるのみで、大きな性能差はないが、量産化を視野に入れたデチューンとアップデートが施されている。
オリジナルのキュベレイは同時代でトップクラスの戦闘能力を示したMSであったが、ハマーンにしか完全には乗りこなせない機体であったため、総司令官である彼女が最前線に出撃することが必須になってしまうという問題も抱えていた。キュベレイMk-2はキュベレイの量産化を指標とした機体であり、パイロットであるプルのNT能力を査定するために開発とされたともされている。また、インターフェイスはキュベレイから改良されており、ヘッドセット型サイコミュ・コントローラーによる遠隔操作機能が追加されている。
また、亡命してきたオーガスタ研究所のローレン・ナカモトやジュピトリス工廠の従事者を招き、サイコミュシステムのアップデートや最新型のリニアシートを実装している。
武装
ビーム・サーベルはビーム・エミッターが三叉式となっており、三股のサーベルを展開する改良型となっている。
劇中での活躍
2号機は地球降下作戦の際にプルが寝返り、アーガマに回収されたあとも使用されるが、修理のしようもないまま損傷が重なり、最終的には上半身のみの姿でサイコガンダムMk-IIと交戦、ジュドー・アーシタのΖΖガンダムの盾になる形で破壊される。
3号機は小惑星キケロからコア3に侵入し、グレミー・トトの命によるハマーン暗殺を実行に移すも、親衛隊のゲーマルクおよびガズアル、ガズエルの抵抗にあい失敗に終わる（これがグレミーによるネオ・ジオン内乱の意思表示となる）。コア3から宇宙に出た際にΖΖガンダムとも交戦するが、ネェル・アーガマから発射されたハイパー・メガ粒子砲の砲撃に巻き込まれ大破する。機体は失われるが、プルツーはイジェクション・ポッドにより脱出する。
OVA『GUNDAM EVOLVE../10』では、第一次ネオ・ジオン抗争後に「要人M」とされる人物が木星圏へと向かうジュピトリスIIに亡命する事件が起こり、その際にシャトルに収納されたプル機に酷似したキュベレイが登場。ファンネルを使用して追跡してきたドーベン・ウルフ部隊と交戦し、最終的にジュピトリスII所属のジュドー駆るΖΖガンダムによって救助される。

### 量産型キュベレイ
『機動戦士ガンダムΖΖ』および『機動戦士ガンダムUC』に登場。メカニックデザインは明貴美加で、近藤和久の漫画版『Ζ』に登場するキュベレイ（の模型誌『モデルグラフィックス』に掲載された作例）がイメージソースとのこと。
キュベレイの量産型であるが、原型機より性能が向上しており、火力も強化されている。キュベレイとクィン・マンサの外観的特徴を併せもち、頭頂部にはアンテナ付きの補助センサーが追加されている。上腕部に伸縮機構をもち、飛行形態では腕を縮めてバインダー内側に収納する。
本機はグレミー・トトによって秘密裏に開発されている。パイロットごとの調整が必要なニュータイプ専用機を量産化できたのは、強化人間の技術とクローニングを組み合わせることにより同一の精神パターンをもつプルシリーズをパイロットとしたためであり、本機はすなわちパイロット込みでの量産機である。
武装
ファンネル
原型機と出力は変わらないが、搭載数が3倍の30基に増え、ファンネル・ポッドも大型化している。
アクティブ・カノン
背部に2門装備。基部が球状になっており自在に動かすことが可能で、機体のバランサーとしても動作する。飛行形態では砲身を延長して使用する。
ハンド・ランチャー / ビーム・サーベル
原型機のビームガン / ビーム・サーベルに当たるが、相違点は不明。Mk-IIのような三叉式ではない。柄にスイッチがある。
劇中での活躍
グレミー率いる反乱軍によるネオ・ジオン内乱時にニュータイプ部隊として編成され、クィン・マンサの随伴機として大量投入される。プルシリーズらが操る本機はハマーン軍およびエゥーゴのガンダム・チームを相手に圧倒的な戦闘力を見せつけるが、最終的にはグレミーの戦死後にキャラ・スーンの操るゲーマルクと交戦し、相打ちとなって破壊される。それに伴いプルシリーズは全滅したが、『UC』では主要登場人物であるマリーダ・クルス（プルトゥエルブ）だけが生き残ったという設定になっている。
初登場時のカラーリングはグレミー軍の識別用として多数の機体に施されたグレーだったが、反乱軍の壊滅後はキュベレイMk-II（プル専用機の2号機）と同色に変更されている。
『UC』原作小説第4巻およびOVA版エピソード3では、バナージ・リンクスと感応したマリーダの回想シーンにて、前述のゲーマルクとの交戦シーンが描かれた。小説の描写では、グレミーを失いプルスリー機を撃墜されて動揺する姉妹たちを統制したのが4番目の姉で、密集したところを狙われた際、プルトゥエルブ（マリーダ）機は独自の判断で隊列を離れたため、損傷して機体のコントロールを失いつつも生還に成功したとされている。また、小説第6巻およびOVA版エピソード4ではオーガスタ研究所に保管された本機が中破した状態で登場し、その機体を見せられたマリーダは激しく動揺する。機体は、オーガスタ研究所がマリーダを強化人間として再調整することに利用される。
スマートフォンゲームアプリ『機動戦士ガンダム U.C. ENGAGE』のイベント「0088 ペッシェ・モンターニュ ～声なき声のささやきをI～」「同II」「0089 ペッシェ・モンターニュ ～声なき声のささやきをIII～」では、プルシリーズでありながら能力の劣るノン、リン、レイが搭乗する（詳細はプルシリーズ#ノン、リン、レイを参照）。また「II」では、コールドスリープから目覚めた黎明期の強化人間であり研究者でもあるセリーヌ・ロムが搭乗し、ペッシェが搭乗するエンゲージゼロ・インコム搭載型と模擬戦をおこない勝利する。いずれもカラーリングはグレー。
第一次ネオ・ジオン抗争終結後を舞台にしたゲームブック『機動戦士ガンダム シャアの帰還』において、グワダン級戦艦イン・エクセスの艦載機として登場している。特殊任務用の機体として改修が施されており、原型機に近い頭部と肩のスパイク（突起）が特徴。ゲーム中の展開次第ではシャア・アズナブルが搭乗する機体となる。
書籍『週刊ガンダム・ファクトファイル』第126号（デアゴスティーニ・ジャパン）には、グレーのカラーリングで両肩のウイング・バインダーが前後左右とも同じ形状となっている機体（円形のパーツが2つ）のイラストがページのトップに掲載された。

#### マグナ・マーテル
スマートフォンゲームアプリ『機動戦士ガンダム U.C. ENGAGE』のイベント「0089 ペッシェ・モンターニュ ～声なき声のささやきをIII～」に登場。名称はローマ神話の地母神に由来し、本機がキュベレイ・シリーズの上位互換機であることを意味する。
ネオ・ジオン軍が開発した次世代実験機で、量産型キュベレイとは9割同じユニットからなる。強化人間仕様として、パイロットの肉体を限界まで酷使しても機体が追従可能な機能が搭載されているが、プルシリーズでは肉体的に扱えず、実質的にセリーヌ・ロムの専用機となっている。量産型キュベレイ部隊の隊長機の一角として運用する予定であったが実現せず、部隊はクィン・マンサの随伴機として実戦投入される。カラーリングはダーク・ブルーを基調に、一部が黄色で塗り分けられている。ドライセンのビーム・トマホークおよびビーム・ランサーを携行する。
ペッシェ・モンターニュとの決着をつけるためグレミー軍を離れたセリーヌが搭乗し、ペッシェおよびノン、リン、レイと交戦。3機の量産型キュベレイを撃破し、エンゲージゼロ・ヨンファヴィンの右腕、左脚、バックパックを破壊するが、ビーム・サーベルによる渾身の一撃に胴体を貫かれ撃破される。

#### クィンテット・キュベレイ
ゲームブック『機動戦士ガンダムΖΖ vol.3「エニグマ始動」』に登場。
ネオ・ジオンのNT専用MS。量産型キュベレイを改修し、シュペール・サイコミュ・システム（1人のパイロットで複数のMSを制御するシステム）を搭載した機体。パイロットは本機をマスターMSとして、サブユニットを積んだ4機の量産型キュベレイをファンネルに見立て思念誘導する。しかし、パイロットには異常な負担がかかるため再三にわたって暴走事故を起こし、パイロットが廃人となったため計画は放棄された。そして、唯一の試作機と随伴機はネオ・ジオン崩壊と掃討戦、そして本作オリジナル展開であるティターンズ残党のクーデターの混乱の中で行方不明となる。

## 関連機体

### G-3
近藤和久の漫画『機動戦士Ζガンダム』に登場した独自デザインのキュベレイを源流とした機体。『ガンダムエース』2020年2月号に掲載された『G-3立体化への道』（近藤和久）の中で、作者自身により一連の機体のデザイン経緯が語られている。
『G-3立体化への道』によれば、漫画『機動戦士Ζガンダム』の終盤期はアニメ制作側からの資料提供が滞るようになっており、キュベレイという名のハマーン・カーンが乗るNT専用機が登場することは伝えられていたものの、締め切り間際になってもデザイン画が届かなかったため、代わりに届いたラフ画をもとに独自のアレンジを行い、『Ζガンダム』の象徴であるトランスフォームシステムを盛り込んだものを登場させた。
その後、『モデルグラフィックス』3月号別冊「ガンダムウォーズ・プロジェクトゼータ」で漫画版キュベレイを更にアレンジした機体のイラストを掲載し、その解説内でAMX-004 QUBELEYの別名としてG-3の名が登場している。
同作者の漫画『機動戦士ガンダム ジオンの再興』『新MS戦記 機動戦士ガンダム短編集』では、キュベレイとは完全に別機体であるG-3として、さらなるアレンジを加えて登場している。
同じ名称で複数の姿形が提示されているが、共通点はエルメス直系の後継機で、脚部と肩のバインダーをたたむことでステルス性と機動性を備えたMA形態を取れるNT専用可変機であること。
『模型情報』に掲載された近藤のメカニックページ（バンダイ版『機動戦士ガンダム MS戦記』に再録）においては、名前のGは、ニュータイプ部隊の呼称がゲスペンステル・クルツベ（ドイツ語で亡霊部隊の意）だからであり、エルメスをコンパクトにしたのがゲイ・ツヴァイ(キュベレイ)で、さらにそれを重武装にしたのがゲイドライとされている。一方『ジオンの再興』では、ゲイ・ツヴァイは大きさが問題となり計画段階でキャンセルされた、とされている。
機体各所に備えられた多数の球状メガ粒子砲（12門）、両肩のメガ粒子砲（2門）、そして多数のファンネルを搭載する。なお、『ジオンの再興』における設定としてファンネルをミサイルのような誘導兵器として使えること（ファンネルミサイル）と、一般兵向けにファンネルを撤廃したボマータイプの存在が追記されていた。

### ディマーテル
漫画『機動戦士ガンダム ヴァルプルギス』に登場。メカニックデザインは倉持キョーリュー。
サイド2のコロニー「オリンポス」を襲撃するネオ・ジオン残存艦隊の所属機。パイロットは半年前に戦死したはずのハマーン・カーンを名乗る女性。名称はギリシャ神話に登場する豊穣の女神デメテルに由来し、ハマーンは本機を「赤のグリモア」と呼ぶ。
頭部などにキュベレイの面影があるものの、体型はより細身で女性らしく、塗装は薄いピンクを基調としている。キュベレイの特徴である肩アーマーをもたない代わりに、背部にファンネル・ポッド兼用のブースターを3基接続している。
武装はキュベレイのものと同出力（1.3メガワット）のファンネル30基と、ビーム・ガン兼用のビーム・サーベル2基。

#### プロトタイプ・ディマーテル
漫画『機動戦士ガンダム ヴァルプルギスEVE』に登場（型式番号：AMX-114 / MMS-31X）。
キュベレイの系譜に連なる第4世代のNT専用MSで、開発コードは "LMES5"。エルメスをMSの規格に落とし込んだキュベレイは火力や航続距離が犠牲となっており、また第4世代MSにパワー負けする局面も散見される。本機はそれらをある意味「先祖返り」することで改善しており、キュベレイの正統な発展型とも言われる。ただし、操作性は「じゃじゃ馬」と評される。頭部形状を除いた外観はディマーテルと同一で、カラーリングはキュベレイ（1号機）に近く白を基調とする。
最終決戦には間に合っていないが、降伏勧告を迫るエゥーゴの艦隊に対抗するための「旗振り役」として、配備前の本機にハマーンの妹であるセラーナ・カーンが搭乗して出撃する。